# Eclecticisme

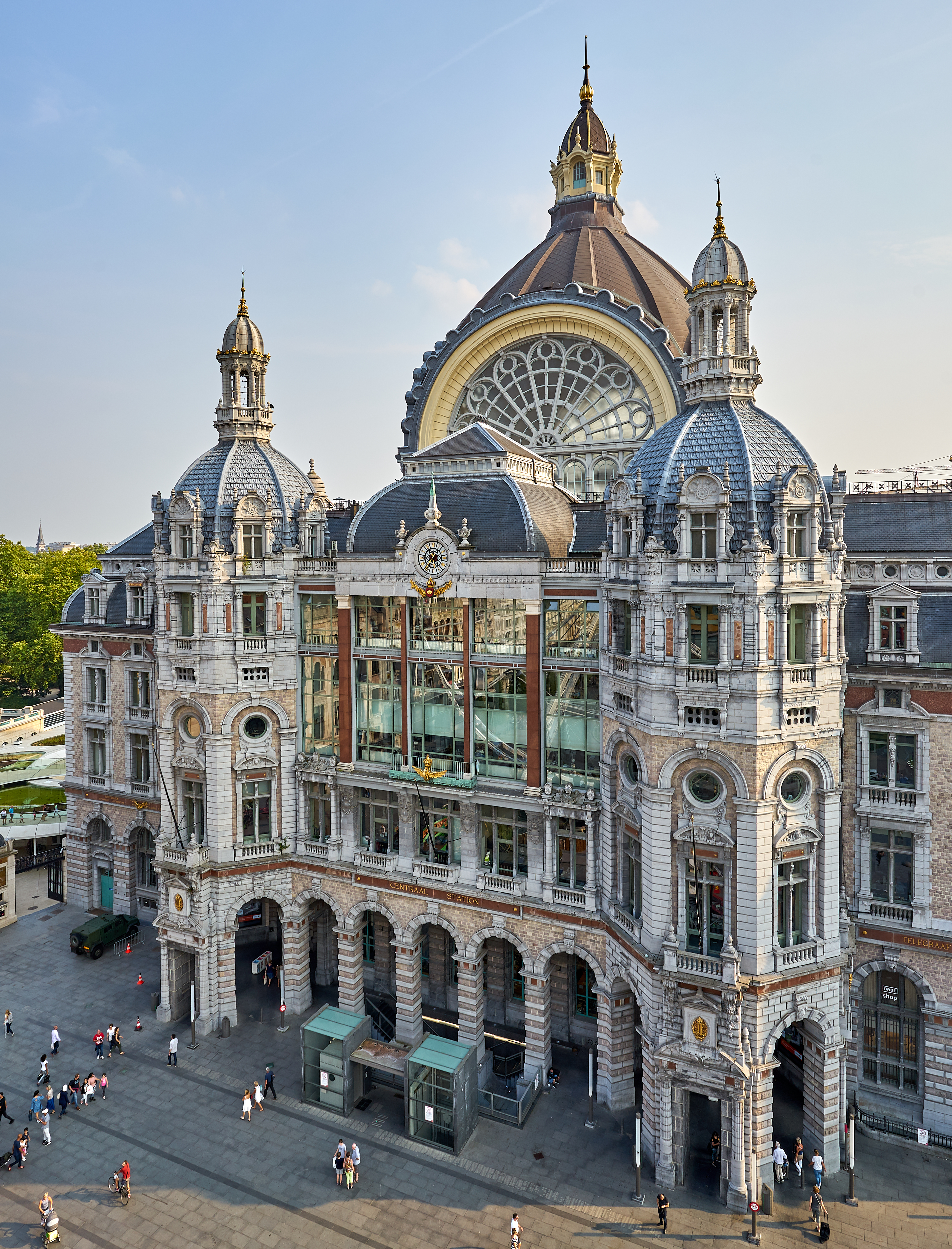
Station Antwerpen-Centraal, een gebouw in eclectische stijl

Eclecticisme is het combineren van kenmerken van verschillende bouwstijlen of kunststromingen tot een bevallig geheel. De term wordt ook gebruikt op andere terreinen.

## In de kunst
In de klassieke oudheid werd de term gebruikt voor de stroming waarbij de Romeinse, Griekse en Oosterse cultuurelementen op elkaar inwerkten en meer en meer met elkaar versmolten. Daarin kunnen we twee grote groepen onderscheiden: het Romeins eclecticisme en het Alexandrijns eclecticisme.
In de 19e eeuw ontstond een stroming in de beeldende kunst, het Historisme. De naam duidt op het retrospectieve karakter van de architectuur in de 19e eeuw, er wordt veel teruggeblikt op het verleden en decoraties worden ontleend aan diverse vroegere stijlperioden. Vanwege het selectieve karakter van de stijl wordt ze ook wel de eclectische stijl genoemd.
Een eclectisch bouwwerk heeft bijvoorbeeld kenmerken uit verschillende neostijlen in zich, die zijn gecombineerd tot een nieuw geheel. Het Justitiepaleis door Joseph Poelaert in Brussel is daar een mooi voorbeeld van. Binnen het neoclassicisme werd dit principe toegepast om een schilderachtig effect te bereiken. In postmoderne kunst dient eclecticisme vaak als ironische illustratie van de gedachte dat werkelijke authenticiteit onmogelijk is.

## In de psychotherapie
Men spreekt van eclectische therapie als de therapeut zich niet tot één stroming beperkt, zoals psychoanalyse, gedragstherapie, systeemtherapie of medicamenteuze therapie, maar uit de verschillende stromingen die elementen of technieken kiest die het best passen bij de cliënt of het probleem.
In de gezondheidszorg wordt over het algemeen voor een eclectische therapie gekozen. Men kiest de therapie, technieken of elementen die op dat moment het beste bij de actuele problematiek en het toestandsbeeld van de cliënt lijken te passen.

## In de religie
Men kan ook geloven op een eclectische manier. Een eclecticus neemt ideeën aan van verschillende overtuigingen die hem of haar persoonlijk aanspreken, en combineert deze. Zie ook syncretisme.

## In de filosofie
In de filosofie wordt vooral verwezen naar het vermengen van de Romeinse met de Griekse filosofie en het vermengen van de Oosterse met de Griekse (onder invloed van Alexander de Grote).

### Romeins eclecticisme
De Romeinen namen veel van hun filosofische stelsels over van de Grieken. Ze kozen datgene uit dat volgens hen het dichtst bij de waarheid lag. Daarom zal men veel van de Griekse filosofie ook terugvinden in de Romeinse.
Ook speelde het praktische aspect een rol bij de Romeinen. Filosofie is voor hen niet een doel op zich, zoals bij de Grieken, maar een praktisch hulpmiddel voor het opstellen van een algemeen wereldbeeld om zich beter in de wereld te kunnen oriënteren.

### Alexandrijns eclecticisme
Hier bedoelt men de versmelting van de Griekse en de Oosterse filosofie. Vooral de Joodse religieuze overleveringen waren hier belangrijk. De Joodse Alexandrijnse intellectuelen probeerden de waarheden uit de Griekse filosofie te combineren met de religieuze waarheden uit het Oude Testament. Aangezien deze op sommige vlakken met elkaar in tegenspraak zijn, stond men voor een probleem.
Dit probleem werd in twee richtingen opgelost: enerzijds stelde men dat het Oude Testament reeds door de Grieken gekend was en dat zij veel waarheden hieruit gehaald hebben, anderzijds werden de heilige geschriften met de Griekse filosofie in overeenstemming gebracht. Men gaat daarom God anders interpreteren. Deze nieuwe zienswijze was vooral op Plato geïnspireerd. Nieuwe ideeën zoals de onbereikbaarheid van God en de zoon van God als bemiddelaar tussen de mensen en God deden hun intrede en waren ook de basis van het christendom.

## In de hedendaagse populaire muziek
Binnen de hedendaagse housemuziek bestaat ook een stroming die 'eclectic' wordt genoemd. Het is een samensmelting van urban en house.